# Winnyćki Hajdamaky
HK Winnyćki Hajdamaky (ukr. ХК Вінницькі Гайдамаки) – ukraiński klub hokejowy z siedzibą w Winnicy.
Klub został założony w formie amatorskiej w 2008. Nazwa klubu nawiązuje do hajdamaków, zaś w logo została zawarta podobizna kozaka. Wsparcia klubowi podjęła się ukraińska nacjonalistyczna partia polityczna „Swoboda”; członek partii Anton Bojdaczenko został prezesem klubu, a Ołeh Tiahnybok członkiem honorowym klubu. Od 2008 zespół występował w rozgrywkach lokalnych ligowych i pucharowych. W połowie 2011 został przyjęty do utworzonych w tym roku narodowych rozgrywek Profesionalna Chokejna Liha. W sezonie PHL 2011/2012 drużyna zajęła ostatnie 8. miejsce w lidze odnosząc jedynie dwa zwycięstwa meczowe. W sezonie 2011/2012 trenerem drużyny był Anatolij Stepanyszczew, a prezesem i sponsorem klubu był Wjaczesław Zawalniuk. Do sezonu PHL 2012/2013 klub nie zgłosił zespołu z uwagi na brak gwarancji finansowych. Drużyna Hajdamaków przystąpiła do sezonu 2013/2014, jednak w styczniu 2014 została usunięta przez władze rozgrywek, a jej wyniki anulowano (do tego czasu zespół rozegrał jedynie sześć meczów ligowych).